# Fabrizio Fontana
Fabrizio Fontana (geb. um 1620 in Turin; gest. 28. Dezember 1695 in Rom) war ein italienischer Organist und Komponist.

## Leben und Werk
Fabrizio Fontana, der zum Priester geweiht wurde, war als Organist unter den Mitgliedern der Akademie di S. Cecilia in Rom. Er wirkte bis 1657 in der Chiesa Nuova, von wo aus er Alessandro Costantini (1581–1657) im Petersdom ablösen sollte. 1692 wurde er Organist der Kirche Santa Maria dell’Anima, der deutschen Nationalkirche in Rom.
Fontana veröffentlichte eine Sammlung von 12 Ricercari (Rom, 1677), die vom antico e grave-Stil Girolamo Frescobaldis inspiriert waren und in etwa den gleichen Aufbau wie dessen Ricercari haben. Sie sind kontrapunktisch höchst kunstvoll gearbeitet. In der von Gino Tagliapietra herausgegebenen Anthologie alter und neuer Musik für Klavier (Ricordi) fanden drei seiner Ricercari (II, X, XI) Aufnahme.